# Liléika (Arcadie)
Liléika (grec moderne : Λιλέικα) est une localité située dans le dème de Cynourie-du-Nord, dans le district régional d'Arcadie, dans la périphérie du Péloponnèse, en Grèce.
Selon le recensement de 2021, elle compte 16 habitants.